# Epitemna fuscoaenea
Epitemna fuscoaenea är en insektsart som beskrevs av Melichar 1898. Epitemna fuscoaenea ingår i släktet Epitemna och familjen Ricaniidae. Inga underarter finns listade i Catalogue of Life.